# Kreuzstetten
Kreuzstetten è un comune austriaco di 1 581 abitanti nel distretto di Mistelbach, in Bassa Austria; ha lo status di comune mercato (Marktgemeinde).